# Alejandro Frezzotti
Alejandro Javier Frezzotti (Monte Buey, Córdoba; 15 de febrero de 1984) es un futbolista argentino. Juega como mediocentro y su equipo actual es Santa Tecla F.C..

## Biografía
Debutó en el Club Matienzo Mutual, Social y Deportivo de Monte Buey.

### Dinamo de Tirana
Cuando era juvenil de Lanús, fue transferido al Dínamo Tirana de Albania junto a Leandro Escudero y el peruano Juan Carlos Mariño para jugar la clasificación a la UEFA, en 2005, y el conjunto albanés eliminó al Gorica esloveno en Primera Fase pero perdió contra el CSKA Sofía en la siguiente instancia. Mientras Escudero y Mariño marcaron algunos goles y se quedaron en Albania, Frezzotti volvió a su país para debutar en la máxima categoría.
En las temporadas 2005-2006 jugó para Lanús, donde jugó solo tres partidos y en todos ingresó como suplente. A mediados de 2006 ficha por un año a préstamo en Gimnasia y Esgrima de Mendoza para jugar el Torneo Argentino A.

### Chacarita Juniors
En 2007 fue cedido a Chacarita Juniors, club con el cual jugaría 43 partidos como titular y tan solo cuatro como suplente.

### Treviso
A inicios del 2009 Frezzotti decidió irse a préstamo para el Treviso de Italia, aquí lo iba a dirigir el exdelantero argentino Abel Balbo. Sin embargo, el ex ariete de la Roma apenas duró tres horas como técnico, y Frezzotti terminó yendo a ojos cerrados pues desconocía mucho del equipo italiano. El ‘Topa’ perdió la categoría en la Serie B. Tuvo la camiseta número 7 y compartió el equipo con su compatriota Fernando Cafasso.
Luego volvió al Chacarita para jugar la Primera División de Argentina. Tras el descenso de Chacarita, Frezzotti enviado a préstamo a Gimnasia y Esgrima de La Plata, siendo uno de los refuerzos del equipo de cara al Torneo Apertura 2010.

### Sporting Cristal
Alejandro jugó en 2011 en el Sporting Cristal de Perú. En Lima convirtió el primer gol de su carrera y fue apodado “Gladiador”. Al equipo celeste lo llevó Guillermo Rivarola pero luego de que saliera del club por malos resultados lo dirigió Juan Reynoso. Pese a la mala campaña del equipo fue uno de los que más sobresalió en ese equipo siendo el caudillo del mediocampo junto a Carlos Lobatón.

### San Luis de Quillota
En 2012 juega en el fútbol chileno en San Luis de Quillota. Fue dirigido por su compatriota Mauricio Giganti quién a veces lo usaba como defensa central, además fue presentado con el número 30. Fue uno de los que más rindieron en el equipo según páginas del equipo.

### Boca Unidos
En 2012 regresa como jugador libre a Argentina y ficha por Boca Unidos de Corrientes para disputar la Primera B Nacional. Frezzotti había finalizado su vínculo con Boca Unidos y la idea de la dirigencia era la de poder renovar, considerando que el nivel de ‘La Topa’ había sido bueno pero las buenas actuaciones le abrieron las puertas para que migre a Ecuador.

### Deportivo Cuenca
En 2013 es contratado por 2 años por el Deportivo Cuenca de la Serie A de Ecuador para reemplazar Nicolás Domingo quien se fue al Club Atlético Banfield, en los Molarcos logró destacar en la volante central, siendo incluso el capitán del equipo. Compartió el equipo con sus compatriotas Sebastián González y Juan Manuel Cobelli.

### Barcelona Sporting Club
A inicios del 2015 fue confirmado como refuerzo por el Barcelona Sporting Club; el traspaso fue por un año de cara a la Copa Libertadores 2015. Fue pedido por el entrenador uruguayo Rubén Israel. En junio del 2015 se decidió que fuera separada del club junto al uruguayo Andrés Lamas luego de la llegada de un nuevo comando técnico. En noviembre del 2016 se le pagó una fuerte deuda que le tenía el club.

### Temperley
En julio de 2015 llega como jugador libre al Club Atlético Temperley, para firmar por 2 años siendo el tercer refuerzo del club.

## Clubes
| Club                        | País        | Año       | PJ | Goles |
| --------------------------- | ----------- | --------- | -- | ----- |
| Lanús                       | Argentina   | 2004      | 3  |       |
| Dinamo de Tirana            | Albania     | 2004      | 0  | 0     |
| Lanús                       | Argentina   | 2005-2006 |    |       |
| Gimnasia y Esgrima (M)      | Argentina   | 2006      | 7  | 0     |
| Chacarita Juniors           | Argentina   | 2007-2008 | 47 | 0     |
| Treviso                     | Italia      | 2009      | 11 | 0     |
| Chacarita Juniors           | Argentina   | 2009-2010 | 30 | 0     |
| Gimnasia y Esgrima (LP)     | Argentina   | 2010      | 12 | 0     |
| Sporting Cristal            | Perú        | 2011      | 18 | 1     |
| San Luis de Quillota        | Chile       | 2012      | 13 | 0     |
| Boca Unidos                 | Argentina   | 2012-2013 | 34 | 1     |
| Deportivo Cuenca            | Ecuador     | 2013-2014 | 57 | 3     |
| Barcelona S.C.              | Ecuador     | 2015      | 21 | 0     |
| Temperley                   | Argentina   | 2015-2016 | 10 | 0     |
| Gimnasia y Esgrima de Jujuy | Argentina   | 2016-2019 | 52 | 5     |
| S. D. Aucas                 | Ecuador     | 2020      | 16 | 0     |
| Manta F. C.                 | Ecuador     | 2021      | 16 | 0     |
| [[Dynamo Kiev]]             | El Salvador | 2024      | 5  | 0     |

## Palmarés

### Campeonatos nacionales
| Título           | Club            | País      | Año  |
| ---------------- | --------------- | --------- | ---- |
| Torneo Federal A | Gimnasia y Tiro | Argentina | 2023 |